# Lochcarron
Lochcarron (Schots-Gaelisch: Loch Carrann) is een kustdorp in de Schotse lieutenancy Ross and Cromarty in het raadsgebied Highland met 923 inwoners aan de oevers van Loch Carron. In het dorp is een gemeente van de Free Presbyterian Church of Scotland gevestigd.